# Armin Bohnhoff

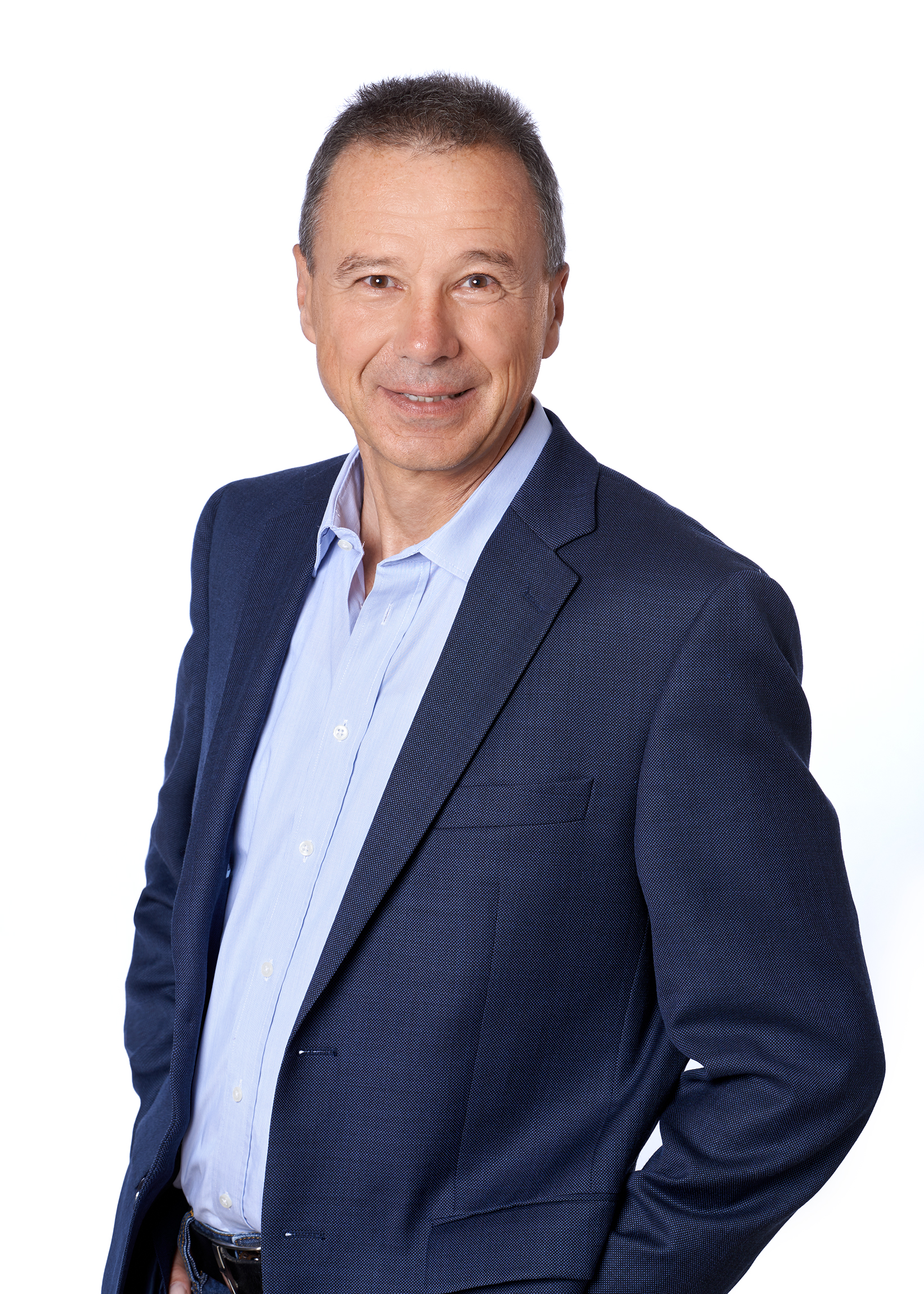
Armin Bohnhoff

Armin Bohnhoff (* 9. Dezember 1959 in Köln) ist ein deutscher Professor für Logistik und Immobilienmanagement und Unternehmer.

## Leben
Bohnhoff machte im Jahr 1979 den Schulabschluss der Allgemeinen Hochschulreife am Städtischen Gymnasium Köln-Mülheim. Er studierte Maschinenbau an der RWTH Aachen und promovierte dort im Fachgebiet Kybernetische Verfahren und Didaktik der Ingenieurwissenschaften.
Als wissenschaftlicher Angestellter arbeitete er an der RWTH Aachen von 1987 bis 1991 in den Bereichen Kombinierter Verkehr und Krankenhauslogistik. Von 1992 bis 2005 war er Geschäftsführer bei DPD Deutscher Paket Dienst (Aschaffenburg). Von 2006 bis 2014 arbeitete er als Geschäftsführer sowie Leiter Entwicklung und Innovation bei der DPD GeoPost (Deutschland) GmbH (Aschaffenburg). Von 2015 bis 2017 war er Studiendekan für den Studiengang Logistik und Handel an der Hochschule Fresenius in Idstein.
2016 wurde er als Professor für Logistik und Immobilienmanagement an der Hochschule Darmstadt am Fachbereich Wirtschaft berufen. Er ist außerdem Beiratsvorsitzender der CargoNetwork GmbH.
Bohnhoff ist zudem Inhaber eines Consulting-Unternehmens. Bei den Kommunalwahlen in Bayern 2020 kandidierte er für die CSU als Landrat im Landkreis Miltenberg, obwohl er nicht Parteimitglied der CSU war, unterlag aber mit 30,75 % der Stimmen dem Amtsinhaber Jens Marco Scherf von den Grünen. Er zog danach in den Kreistag Miltenberg ein und ist dort CSU-Fraktionsvorsitzender. Er ist zudem Stadtrat in Obernburg.
Bohnhoff ist verheiratet und hat vier Kinder. Er lebt in Obernburg am Main.

## Schwerpunkte
Bohnhoff leitet den „Expertenkreis Logistikimmobilien“ an der Hochschule Darmstadt. Ziel dieses Expertenkreises ist es, Trends, die auf die „Logistikimmobilie der Zukunft“ (2030) wirken, frühzeitig zu erkennen und entsprechende Lösungskonzepte zu erarbeiten. Er setzt sich im Rahmen seiner Tätigkeit insbesondere für die enge Verknüpfung von Hochschule und Unternehmen ein, indem er u. a. das DPD-Logistiklabor und später das Logistiklabor als Vorlesungskonzept entwickelt und umgesetzt hat. Darüber hinaus erarbeitete er mit den Studenten Machbarkeitsstudien zum Thema „Onlineplattformen für den stationären Einzelhandel“. Während seiner Tätigkeit als zuständiger Geschäftsführer Technik & Operations bei DPD GeoPost (Deutschland) setzte sich Bohnhoff u. a. für die Verlagerung des Verkehrs von der Straße auf die Schiene, den Test von Elektrofahrzeugen im Großraum Stuttgart, die Optimierung des klassischen LKW-Transportes mittels aerodynamischer Lastzüge, den Einsatz von Lang-LKWs und die CO2-arme Innenstadtbelieferung ein.

## Ehrenämter
Bohnhoff engagiert sich seit mehr als 10 Jahren ehrenamtlich als Vorsitzender des Verkehrsausschusses bei der IHK Aschaffenburg. Darüber hinaus war er 18 Jahre im Kirchenvorstand der evangelischen Lutherischen Landeskirche Obernburg tätig und ist seit 2013 Prädikant der Evangelisch-Lutherischen Kirchengemeinde an seinem Wohnort in Obernburg.

## Veröffentlichungen (Auswahl)
- Augen auf bei der Standortwahl, in: Deutsche Verkehrszeitung (DVZ),  Nr. 086/15, 26. Oktober 2015, Themenheft Logistik, S. 17.
- Sustainable Logistics – Based on Efficient Use of Materials and Labour but also with Social Responsibility, in: Osborn, D. (ed.): Reinventing the Post, Emerging Opportunities for the Postal Industry, Libri Publishing, 2013, ISBN 978-1-907471-98-8, S. 186–190.
- Ein prospektiv bewertetes Identifizierungssystem für schnell bewegte Güter im Kombinierten Verkehr, Fortschrittberichte VDI, Reihe 12: Verkehrstechnik/Fahrzeugtechnik Nr. 161, VDI Verlag, 1991, ISBN 3-18-146212-8